# Torneo Preolímpico Sudamericano Sub-23 de 2020
El Torneo Preolímpico Sudamericano de Colombia se realizó entre el 18 de enero y 9 de febrero de 2020 en las ciudades de Armenia, Bucaramanga y Pereira para definir a los dos equipos de Sudamérica que participaron en los Juegos Olímpicos de Tokio 2020.
En el torneo participaron las diez selecciones con futbolistas menores de veintitrés años pertenecientes a la Conmebol, de los cuales consiguieron la clasificación Argentina (campeón), y Brasil (subcampeón). El torneo volvió a disputarse después de dieciséis años. 
El sorteo de la fase de grupos se realizó el 3 de diciembre de 2019.

## Participantes
Participaron en el torneo los equipos representativos de las diez asociaciones nacionales afiliadas a la Confederación Sudamericana de Fútbol.
| Equipos participantes | Equipos participantes | Equipos participantes | Equipos participantes | Equipos participantes |
| --------------------- | --------------------- | --------------------- | --------------------- | --------------------- |
| Argentina             | Bolivia               | Brasil                | Chile                 | Colombia              |
| Ecuador               | Paraguay              | Perú                  | Uruguay               | Venezuela             |

## Organización

### Sedes
Colombia fue anunciada como anfitriona del torneo en la reunión del Consejo de Conmebol celebrada el 14 de agosto de 2018 en Luque, Paraguay. El 29 de agosto de 2019, las ciudades de Pereira, Armenia y Bucaramanga fueron anunciadas como sedes del torneo.
| Bucaramanga Pereira Armenia | Pereira                         | Armenia            | Bucaramanga           |
| Bucaramanga Pereira Armenia | Estadio Hernán Ramírez Villegas | Estadio Centenario | Estadio Alfonso López |
| Bucaramanga Pereira Armenia | Capacidad: 30 300               | Capacidad: 20 716  | Capacidad: 25 000     |
| Bucaramanga Pereira Armenia |                                 |                    |                       |

### Árbitros
La Conmebol confirmó las siguientes ternas arbitrales, provenientes de todos los países miembros de la confederación.
| - Argentina: Darío Herrera - Facundo Tello (árbitro de apoyo) - Julio Fernández (asistente) - Cristian Navarro (asistente) - Bolivia: Ivo Méndez - Juan Montaño (asistente) - Ariel Guizada (asistente) - Brasil: Rodolpho Toski - Kleber Lucio Gil (asistente) - Fabricio Vilarinho (asistente) | - Chile: Piero Maza - Alejandro Molina (asistente) - Claudio Urrutia (asistente) - Colombia: Nicolás Gallo - Dionisio Ruíz (asistente) - Sebastián Vela (asistente) - Ecuador: Franklin Congo - Guillermo Guerrero (árbitro de apoyo) - Byron Romero (asistente) - Ricardo Baren (asistente) | - Paraguay: Eber Aquino - Juan Zorrilla (asistente) - Darío Gaona (asistente) - Perú: Kevin Ortega - Jonny Bossio (asistente) - Jesús Sánchez (asistente) - Uruguay: Esteban Ostojich - Andrés Matonte (árbitro de apoyo) - Horacio Ferreiro (asistente) - Carlos Barreiro (asistente) - Venezuela: Ángel Arteaga - Alexis Herrera (árbitro de apoyo) - Lubín Torrealba (asistente) - Tulio Moreno (asistente) |

### Reglas
Los diez equipos participantes en la primera fase se dividirán en dos grupos de cinco equipos cada uno. Luego de una liguilla simple, a una sola rueda de partidos, pasarán a segunda ronda los dos mejores equipos de cada grupo.
En caso de empate en puntos en cualquiera de las posiciones, la clasificación se determina siguiendo en orden los siguientes criterios:
1. diferencia de goles
2. cantidad de goles marcados
3. el resultado del partido jugado entre los empatados
4. por sorteo

## Primera fase
- Los horarios corresponden a la hora de Colombia (UTC–5).

     – Clasificaron a la fase final.

### Grupo A
| Equipo    | Ptos. | PJ | PG | PE | PP | GF | GC | Dif. |
| --------- | ----- | -- | -- | -- | -- | -- | -- | ---- |
| Argentina | 12    | 4  | 4  | 0  | 0  | 9  | 2  | 7    |
| Colombia  | 7     | 4  | 2  | 1  | 1  | 7  | 3  | 4    |
| Chile     | 7     | 4  | 2  | 1  | 1  | 4  | 2  | 2    |
| Venezuela | 3     | 4  | 1  | 0  | 3  | 3  | 7  | –4   |
| Ecuador   | 0     | 4  | 0  | 0  | 4  | 0  | 9  | –9   |

| 18 de enero de 2020 | Ecuador | 0:3 (0:0) | Chile                                        | Estadio Hernán Ramírez Villegas, Pereira               |                                                        |
| 18:00               |         | Reporte   | Porozo 59' (a.g.) · Moya 76' · Morales 90+4' | Asistencia: 21 660 espectadores Árbitro(s): Ivo Méndez | Asistencia: 21 660 espectadores Árbitro(s): Ivo Méndez |

| Uniformes | Uniformes |
| --------- | --------- |
|           |           |

| 18 de enero de 2020 | Colombia     | 1:2 (1:1) | Argentina                    | Estadio Hernán Ramírez Villegas, Pereira                     |                                                              |
| 20:30               | Carrascal 7' | Reporte   | Mac Allister 11' · Gaich 51' | Asistencia: 30 200 espectadores Árbitro(s): Esteban Ostojich | Asistencia: 30 200 espectadores Árbitro(s): Esteban Ostojich |

| Uniformes | Uniformes |
| --------- | --------- |
|           |           |

- Equipo libre:  Venezuela.

| 21 de enero de 2020 | Chile     | 1:0 (0:0) | Venezuela | Estadio Centenario, Armenia                                |                                                            |
| 18:00               | Araos 82' | Reporte   |           | Asistencia: 10 000 espectadores Árbitro(s): Rodolpho Toski | Asistencia: 10 000 espectadores Árbitro(s): Rodolpho Toski |

| Uniformes | Uniformes |
| --------- | --------- |
|           |           |

| 21 de enero de 2020 | Colombia                                                  | 4:0 (3:0) | Ecuador | Estadio Centenario, Armenia                             |                                                         |
| 20:30               | Benedetti 15' · Carrascal 26' · Cetré 32' · Carbonero 87' | Reporte   |         | Asistencia: 21 900 espectadores Árbitro(s): Eber Aquino | Asistencia: 21 900 espectadores Árbitro(s): Eber Aquino |

| Uniformes | Uniformes |
| --------- | --------- |
|           |           |

- Equipo libre:  Argentina.

| 24 de enero de 2020 | Venezuela   | 1:0 (1:0) | Ecuador | Estadio Hernán Ramírez Villegas, Pereira                 |                                                          |
| 18:00               | Soteldo 25' | Reporte   |         | Asistencia: 7282 espectadores Árbitro(s): Andrés Matonte | Asistencia: 7282 espectadores Árbitro(s): Andrés Matonte |

| Uniformes | Uniformes |
| --------- | --------- |
|           |           |

| 24 de enero de 2020 | Chile | 0:2 (0:1) | Argentina              | Estadio Hernán Ramírez Villegas, Pereira               |                                                        |
| 20.30               |       | Reporte   | Capaldo 8' · Pérez 57' | Asistencia: 9000 espectadores Árbitro(s): Kevin Ortega | Asistencia: 9000 espectadores Árbitro(s): Kevin Ortega |

| Uniformes | Uniformes |
| --------- | --------- |
|           |           |

- Equipo libre:  Colombia.

| 27 de enero de 2020 | Argentina        | 1:0 (1:0) | Ecuador | Estadio Hernán Ramírez Villegas, Pereira                   |                                                            |
| 18:00               | Mac Allister 12' | Reporte   |         | Asistencia: 18 054 espectadores Árbitro(s): Rodolpho Toski | Asistencia: 18 054 espectadores Árbitro(s): Rodolpho Toski |

| Uniformes | Uniformes |
| --------- | --------- |
|           |           |

| 27 de enero de 2020 | Colombia                      | 2:1 (1:1) | Venezuela     | Estadio Hernán Ramírez Villegas, Pereira                 |                                                          |
| 20:30               | Carrascal 45+2' · Atuesta 71' | Reporte   | Hurtado 45+1' | Asistencia: 30 162 espectadores Árbitro(s): Kevin Ortega | Asistencia: 30 162 espectadores Árbitro(s): Kevin Ortega |

| Uniformes | Uniformes |
| --------- | --------- |
|           |           |

- Equipo libre:  Chile.

| 30 de enero de 2020 | Venezuela          | 1:4 (1:0) | Argentina                                              | Estadio Hernán Ramírez Villegas, Pereira               |                                                        |
| 18:00               | Soteldo 27' (pen.) | Reporte   | Colombo 49' · Zaracho 75' · Álvarez 86' · Bustos 90+1' | Asistencia: 20 418 espectadores Árbitro(s): Ivo Méndez | Asistencia: 20 418 espectadores Árbitro(s): Ivo Méndez |

| Uniformes | Uniformes |
| --------- | --------- |
|           |           |

| 30 de enero de 2020 | Colombia | 0:0     | Chile | Estadio Hernán Ramírez Villegas, Pereira                |                                                         |
| 20:30               |          | Reporte |       | Asistencia: 30 100 espectadores Árbitro(s): Eber Aquino | Asistencia: 30 100 espectadores Árbitro(s): Eber Aquino |

| Uniformes | Uniformes |
| --------- | --------- |
|           |           |

- Equipo libre:  Ecuador.

### Grupo B
| Equipo   | Ptos. | PJ | PG | PE | PP | GF | GC | Dif. |
| -------- | ----- | -- | -- | -- | -- | -- | -- | ---- |
| Brasil   | 12    | 4  | 4  | 0  | 0  | 11 | 5  | 6    |
| Uruguay  | 6     | 4  | 2  | 0  | 2  | 5  | 6  | –1   |
| Bolivia  | 6     | 4  | 2  | 0  | 2  | 8  | 10 | –2   |
| Paraguay | 3     | 4  | 1  | 0  | 3  | 5  | 6  | –1   |
| Perú     | 3     | 4  | 1  | 0  | 3  | 4  | 6  | –2   |

| 19 de enero de 2020 | Uruguay   | 1:0 (0:0) | Paraguay | Estadio Centenario, Armenia                          |                                                      |
| 18:00               | Rossi 48' | Reporte   |          | Asistencia: 2992 espectadores Árbitro(s): Piero Maza | Asistencia: 2992 espectadores Árbitro(s): Piero Maza |

| Uniformes | Uniformes |
| --------- | --------- |
|           |           |

| 19 de enero de 2020 | Brasil       | 1:0 (1:0) | Perú | Estadio Centenario, Armenia                             |                                                         |
| 20:30               | Paulinho 43' | Reporte   |      | Asistencia: 3058 espectadores Árbitro(s): Ángel Arteaga | Asistencia: 3058 espectadores Árbitro(s): Ángel Arteaga |

| Uniformes | Uniformes |
| --------- | --------- |
|           |           |

- Equipo libre:  Bolivia.

| 22 de enero de 2020 | Paraguay         | 2:0 (1:0) | Bolivia | Estadio Hernán Ramírez Villegas, Pereira                |                                                         |
| 18:00               | Bareiro 45', 88' | Reporte   |         | Asistencia: 2052 espectadores Árbitro(s): Nicolás Gallo | Asistencia: 2052 espectadores Árbitro(s): Nicolás Gallo |

| Uniformes | Uniformes |
| --------- | --------- |
|           |           |

| 22 de enero de 2020 | Brasil                                     | 3:1 (2:0) | Uruguay   | Estadio Hernán Ramírez Villegas, Pereira                |                                                         |
| 20:30               | Pedrinho 14' · Cunha 31' (pen.) · Pepê 77' | Reporte   | Bueno 80' | Asistencia: 6100 espectadores Árbitro(s): Facundo Tello | Asistencia: 6100 espectadores Árbitro(s): Facundo Tello |

| Uniformes | Uniformes |
| --------- | --------- |
|           |           |

- Equipo libre:  Perú.

| 25 de enero de 2020 | Bolivia                                            | 3:2 (1:0) | Uruguay                   | Estadio Centenario, Armenia                              |                                                          |
| 18:00               | Villarroel 25' (pen.) · Abrego 59' · Saldías 90+4' | Reporte   | Rodríguez 78' · Viñas 80' | Asistencia: 4095 espectadores Árbitro(s): Franklin Congo | Asistencia: 4095 espectadores Árbitro(s): Franklin Congo |

| Uniformes | Uniformes |
| --------- | --------- |
|           |           |

| 25 de enero de 2020 | Paraguay               | 2:3 (2:0) | Perú                                                | Estadio Centenario, Armenia                             |                                                         |
| 20:30               | Salcedo 15' · Díaz 16' | Reporte   | Gonzáles 53' · Carranza 71' · Arzamendia 74' (a.g.) | Asistencia: 6395 espectadores Árbitro(s): Darío Herrera | Asistencia: 6395 espectadores Árbitro(s): Darío Herrera |

| Uniformes | Uniformes |
| --------- | --------- |
|           |           |

- Equipo libre:  Brasil.

| 28 de enero de 2020 | Perú | 0:1 (0:1) | Uruguay     | Estadio Centenario, Armenia                             |                                                         |
| 18:00               |      | Reporte   | Ginella 11' | Asistencia: 2908 espectadores Árbitro(s): Ángel Arteaga | Asistencia: 2908 espectadores Árbitro(s): Ángel Arteaga |

| Uniformes | Uniformes |
| --------- | --------- |
|           |           |

| 28 de enero de 2020 | Brasil                                                      | 5:3 (3:1) | Bolivia                     | Estadio Centenario, Armenia                             |                                                         |
| 20:30               | Antony 3' · Cunha 16' · Guga 39' · Reinier 61' · Pepê 90+5' | Reporte   | Abrego 20', 71' · Reyes 79' | Asistencia: 5542 espectadores Árbitro(s): Facundo Tello | Asistencia: 5542 espectadores Árbitro(s): Facundo Tello |

| Uniformes | Uniformes |
| --------- | --------- |
|           |           |

- Equipo libre:  Paraguay.

| 31 de enero de 2020 | Bolivia                      | 2:1 (0:0) | Perú        | Estadio Centenario, Armenia                             |                                                         |
| 18:00               | Villarroel 69' · Saldías 75' | Reporte   | Luján 90+6' | Asistencia: 2891 espectadores Árbitro(s): Nicolás Gallo | Asistencia: 2891 espectadores Árbitro(s): Nicolás Gallo |

| Uniformes | Uniformes |
| --------- | --------- |
|           |           |

| 31 de enero de 2020 | Brasil                  | 2:1 (0:0) | Paraguay      | Estadio Centenario, Armenia                          |                                                      |
| 20:30               | Paulinho 75' · Pepê 89' | Reporte   | Fernández 61' | Asistencia: 7411 espectadores Árbitro(s): Piero Maza | Asistencia: 7411 espectadores Árbitro(s): Piero Maza |

| Uniformes | Uniformes |
| --------- | --------- |
|           |           |

- Equipo libre:  Uruguay.

## Fase final
- Los horarios corresponden a la hora de Colombia (UTC–5).

     – Clasificaron para los Juegos Olímpicos de Tokio 2020.
| Equipo    | Ptos. | PJ | PG | PE | PP | GF | GC | Dif. |
| --------- | ----- | -- | -- | -- | -- | -- | -- | ---- |
| Argentina | 6     | 3  | 2  | 0  | 1  | 5  | 6  | –1   |
| Brasil    | 5     | 3  | 1  | 2  | 0  | 5  | 2  | 3    |
| Uruguay   | 4     | 3  | 1  | 1  | 1  | 6  | 5  | 1    |
| Colombia  | 1     | 3  | 0  | 1  | 2  | 3  | 6  | –3   |

| 3 de febrero de 2020 | Argentina                        | 3:2 (2:0) | Uruguay                   | Estadio Alfonso López, Bucaramanga                       |                                                          |
| 18:00                | Mac Allister 18', 55' · Vera 39' | Reporte   | Ramírez 67' · Arezo 90+3' | Asistencia: 16 428 espectadores Árbitro(s): Kevin Ortega | Asistencia: 16 428 espectadores Árbitro(s): Kevin Ortega |

| Uniformes | Uniformes |
| --------- | --------- |
|           |           |

| 3 de febrero de 2020 | Colombia  | 1:1 (1:0) | Brasil    | Estadio Alfonso López, Bucaramanga                        |                                                           |
| 20:30                | Cetré 27' | Reporte   | Cunha 71' | Asistencia: 24 631 espectadores Árbitro(s): Ángel Arteaga | Asistencia: 24 631 espectadores Árbitro(s): Ángel Arteaga |

| Uniformes | Uniformes |
| --------- | --------- |
|           |           |

| 6 de febrero de 2020 | Brasil                     | 1:1 (1:1) | Uruguay    | Estadio Alfonso López, Bucaramanga                      |                                                         |
| 18:00                | De Arruabarrena 40' (a.g.) | Reporte   | Ugarte 35' | Asistencia: 12 057 espectadores Árbitro(s): Eber Aquino | Asistencia: 12 057 espectadores Árbitro(s): Eber Aquino |

| Uniformes | Uniformes |
| --------- | --------- |
|           |           |

| 6 de febrero de 2020 | Colombia         | 1:2 (0:0) | Argentina            | Estadio Alfonso López, Bucaramanga                     |                                                        |
| 20:30                | Cetré 67' (pen.) | Reporte   | Urzi 50' · Pérez 53' | Asistencia: 24 952 espectadores Árbitro(s): Piero Maza | Asistencia: 24 952 espectadores Árbitro(s): Piero Maza |

| Uniformes | Uniformes |
| --------- | --------- |
|           |           |

| 9 de febrero de 2020 | Colombia  | 1:3 (0:1) | Uruguay                                    | Estadio Alfonso López, Bucaramanga                             |                                                                |
| 18:00                | Cetré 78' | Reporte   | Ramírez 28' · Sanabria 53' · Rodríguez 61' | Asistencia: 24 839 espectadores Árbitro(s): Guillermo Guerrero | Asistencia: 24 839 espectadores Árbitro(s): Guillermo Guerrero |

| Uniformes | Uniformes |
| --------- | --------- |
|           |           |

| 9 de febrero de 2020 | Argentina | 0:3 (0:2) | Brasil                        | Estadio Alfonso López, Bucaramanga                         |                                                            |
| 20:30                |           | Reporte   | Paulinho 13' · Cunha 30', 55' | Asistencia: 15 683 espectadores Árbitro(s): Alexis Herrera | Asistencia: 15 683 espectadores Árbitro(s): Alexis Herrera |

| Uniformes | Uniformes |
| --------- | --------- |
|           |           |

|                              |
| Bandera de Argentina         |
| Campeón Argentina 5.º título |

## Clasificados a los Juegos Olímpicos de Tokio 2020
| Bandera de Argentina | Bandera de Brasil |
| Argentina            | Brasil            |
| -------------------- | ----------------- |

## Estadísticas

### Clasificación general
| Pos. | Selección | Gr. | Ptos. | PJ | PG | PE | PP | GF | GC | Dif. | Rend.   |
| ---- | --------- | --- | ----- | -- | -- | -- | -- | -- | -- | ---- | ------- |
| 1    | Argentina | A   | 18    | 7  | 6  | 0  | 1  | 14 | 8  | 6    | 85.71 % |
| 2    | Brasil    | B   | 17    | 7  | 5  | 2  | 0  | 16 | 7  | 9    | 80.95 % |
| 3    | Uruguay   | B   | 10    | 7  | 3  | 1  | 3  | 11 | 11 | 0    | 47.62 % |
| 4    | Colombia  | A   | 8     | 7  | 2  | 2  | 3  | 10 | 9  | 1    | 38.10 % |
| 5    | Chile     | A   | 7     | 4  | 2  | 1  | 1  | 4  | 2  | 2    | 58.33 % |
| 6    | Bolivia   | B   | 6     | 4  | 2  | 0  | 2  | 8  | 10 | –2   | 50.00 % |
| 7    | Paraguay  | B   | 3     | 4  | 1  | 0  | 3  | 5  | 6  | –1   | 25.00 % |
| 8    | Perú      | B   | 3     | 4  | 1  | 0  | 3  | 4  | 6  | –2   | 25.00 % |
| 9    | Venezuela | A   | 3     | 4  | 1  | 0  | 3  | 3  | 7  | –4   | 25.00 % |
| 10   | Ecuador   | A   | 0     | 4  | 0  | 0  | 4  | 0  | 9  | –9   | 00.00 % |

| Jugador              | Selección | Goles |
| Matheus Cunha        | Brasil    | 5     |
| Alexis Mac Allister  | Argentina | 4     |
| Edwuin Cetré         | Colombia  | 4     |
| Víctor Ábrego        | Bolivia   | 3     |
| Pepê                 | Brasil    | 3     |
| Paulinho             | Brasil    | 3     |
| Jorge Carrascal      | Colombia  | 3     |
| Nehuén Pérez         | Argentina | 2     |
| Fernando Saldías     | Bolivia   | 2     |
| Moisés Villarroel    | Bolivia   | 2     |
| Sergio Bareiro       | Paraguay  | 2     |
| Juan Ignacio Ramírez | Uruguay   | 2     |
| José Luis Rodríguez  | Uruguay   | 2     |
| Yeferson Soteldo     | Venezuela | 2     |
| -------------------- | --------- | ----- |

| Julián Álvarez          | Argentina | 1 |
| Nahuel Bustos           | Argentina | 1 |
| Nicolás Capaldo         | Argentina | 1 |
| Nazareno Colombo        | Argentina | 1 |
| Adolfo Gaich            | Argentina | 1 |
| Agustín Urzi            | Argentina | 1 |
| Fausto Vera             | Argentina | 1 |
| Matías Zaracho          | Argentina | 1 |
| Sebastián Reyes         | Bolivia   | 1 |
| Antony                  | Brasil    | 1 |
| Guga                    | Brasil    | 1 |
| Pedrinho                | Brasil    | 1 |
| Reinier                 | Brasil    | 1 |
| Ángelo Araos            | Chile     | 1 |
| Iván Morales            | Chile     | 1 |
| Camilo Moya             | Chile     | 1 |
| Eduard Atuesta          | Colombia  | 1 |
| Johan Carbonero         | Colombia  | 1 |
| Nicolás Benedetti       | Colombia  | 1 |
| Sergio Díaz             | Paraguay  | 1 |
| Roberto Fernández       | Paraguay  | 1 |
| Saúl Salcedo            | Paraguay  | 1 |
| Luis Carranza Vargas    | Perú      | 1 |
| Sebastián Gonzales Zela | Perú      | 1 |
| José Luján              | Perú      | 1 |
| Matías Arezo            | Uruguay   | 1 |
| Santiago Bueno          | Uruguay   | 1 |
| Francisco Ginella       | Uruguay   | 1 |
| Diego Rossi             | Uruguay   | 1 |
| Juan Manuel Sanabria    | Uruguay   | 1 |
| Manuel Ugarte           | Uruguay   | 1 |
| Federico Viñas          | Uruguay   | 1 |
| Jan Hurtado             | Venezuela | 1 |

| Jugador                 | Selección | Rival  | Goles |
| ----------------------- | --------- | ------ | ----- |
| Jackson Porozo          | Ecuador   | Chile  | 1     |
| Santiago Arzamendia     | Paraguay  | Perú   | 1     |
| Ignacio de Arruabarrena | Uruguay   | Brasil | 1     |

| Jugador             | Selección | Asistencias |
| Adolfo Gaich        | Argentina | 3           |
| Paulinho            | Brasil    | 3           |
| Edwin Herrera       | Colombia  | 3           |
| Julián Álvarez      | Argentina | 2           |
| Henry Vaca          | Bolivia   | 2           |
| Bruno Guimarães     | Brasil    | 2           |
| Matheus Henrique    | Brasil    | 2           |
| Jorge Carrascal     | Colombia  | 2           |
| Enzo Giménez        | Paraguay  | 2           |
| Joaquín Piquerez    | Uruguay   | 2           |
| Agustín Urzi        | Argentina | 1           |
| Alexis Mac Allister | Argentina | 1           |
| Claudio Bravo       | Argentina | 1           |
| ------------------- | --------- | ----------- |

| Gastón Togni          | Argentina | 1 |
| Andrés Herrera        | Argentina | 1 |
| Matías Zaracho        | Argentina | 1 |
| Hector Sánchez        | Bolivia   | 1 |
| John García           | Bolivia   | 1 |
| Fernando Saldías      | Bolivia   | 1 |
| Antony                | Brasil    | 1 |
| Caio Henrique         | Brasil    | 1 |
| Pedrinho              | Brasil    | 1 |
| Ángelo Araos          | Chile     | 1 |
| Matías Cavalleri      | Chile     | 1 |
| Sebastián Cabrera     | Chile     | 1 |
| Nicolás Benedetti     | Colombia  | 1 |
| Matías Espinoza       | Paraguay  | 1 |
| Aldair Fuentes        | Perú      | 1 |
| Kevin Sandoval        | Perú      | 1 |
| Agustín Oliveros      | Uruguay   | 1 |
| Diego Rossi           | Uruguay   | 1 |
| Facundo Waller        | Uruguay   | 1 |
| José Luis Rodríguez   | Uruguay   | 1 |
| Juan Manuel Sanabria  | Uruguay   | 1 |
| Christian Rivas       | Venezuela | 1 |
| Cristian Cásseres Jr. | Venezuela | 1 |